# Ораторія імені святого Домініка Савіо (Львів, Україна)
Ораторія імені святого Домініка Савіо (від лат. oratorium — місце молитви) — дитячо-юнацький християнський молодіжний центр, що розташовується при церкві Покрову Пресвятої Богородиці у Львові, у районі Личакова, і належить до згромадження салезіян.
Уперше ораторія розпочала свою діяльність у 1991 році, одразу після відкриття і освячення церкви Покрову Пресвятої Богородиці як греко-католицької, і вважається першою салезіянською ораторією в Україні.

## Історія
Варто зазначити, що салезіани перебували на теренах України ще на початку XX століття. Тоді активну душпастирську діяльність провадили польські салезіани римо-католики до приходу радянської влади в післявоєнний період. За цей час Галичину відвідало чимало важливих історичних постатей для салезіан, зокрема наступники й вихованці отця Боско, засновника згромадження. Цікаво згадати про те, що першопочаткова ораторія в 1935 р. містилася в будинку навпроти храму, що раніше носив назву Остробрамської Матері Божої, та складалася з великої кімнати для зустрічей та двох інших приміщень. Зараз ця будівля знаходиться за адресою вул. Личаківська 148, та є Дитячо-юнацькою спортивною школою.
Історія українських греко-католицьких салезіан сягає 1932 р, коли з підтримки Митрополита Андрея Шептицького та ін. українських єпископів, а також зі сприяння Апостольського нунція, який був салезіанським співпрацівником, до Італії на навчання та на формацію відбула перша група українських юнаків, а згодом інші три. З огляду на політичну ситуацію в Україні після Другої світової, заборону УГКЦ та витіснення релігії комуністичним режимом, жоден український салезіанин не зміг повернутися на Батьківщину. Тоді салезіани продовжували свою діяльність за кордоном, працюючи з українською молоддю, що проживала у Європі. До України салезіани повернулися вже після проголошення незалежності в 1991 р.
За сприяння владики Андрія, храм, що розташовувався на верхньому Личакові у Львові, був знову переданий салезіанам, який за часів Радянського Союзу слугував за книжковий склад. Тоді знову ж за сприяння владики, до Львова з далекого Буенос-Айресу, де діяла спільнота українських греко-католицьких салезіан, приїжджає його брат о. Василь Сапеляк, щоб мати змогу продовжити справу розвитку салезіанського згромадження в Україні.
14 жовтня 1991 р. храм було наново відкрито після тривалого закриття і освячено в день Покрови Пресвятої Богородиці (за старим стилем), на честь якої і отримав свою нову назву. На допомогу о. Василю, який став першим парохом храму та першим настоятелем отців Салезіан у вільній Україні, в 1991 р. приїжджає також салезіанин о. Михайло Пришляк. Разом отці намагалися сприяти розвитку салезіанської діяльності та залученню до неї тутешньої молоді.
Перша діяльність в ораторії розпочалася з уроків катехизації для дітей, яку вів Бартоломео Ґареллі. (?) Катехизацію від самого початку при храмі провадили сестри св. Йосифа. О. Василь для ораторії також привіз з Італії тенісний стіл та дбав про все, що було потрібно для праці з дітьми та молоддю. Окрім катехизації при ораторії діяли курси італійської мови, які вів також о. Василь.
А разом з о. М. Пришляком вони обидва старанно опікувалися про салезіанські покликання. Того ж року о. Василь звернувся до Генеральної настоятельки Сестер — Дочок Марії Помічниці Християн із проханням допомогти відкрити місію сестер салезіанок у Львові, щоб разом із салезіанами здійснювати служіння в дусі о. Боско. Він знайшов навіть для них земельну ділянку, для побудови монастиря. Згодом він отримав позитивну відповідь із Риму від Генерального дому сестер. І тому вже в 1992 році приїхали до Львова перші сестри салезіанки, які відразу ж приступили до праці з дітьми й молоддю при салезіанській парафії, де вже збиралися діти й існувала ораторія. Із приїздом сестер, ораторія почала свій рясний розвиток і зріст. Сестри салезіанки продовжували катехизувати, організовували духовні зустрічі для дітей та молоді, започаткували курси аніматорів. І таким чином дуже старанно розвивали салезіанську ораторію.
Разом із братами салезіанами, сестри започаткували нове й нечуване «явище» таке як «Веселі канікули», що тепер розійшлося по всій Україні. На початку діяльності табору «Веселих канікул» приїжджали допомагати також аніматори зі Словаччини. В ораторії допомагав отець, що також був родом звідти. Згодом після формації в Італії повернулися молоді салезіани, отці, які були відповідальними за ораторію і за катехитичну школу.

Салезіянська ідея
Історія згромадження походить від св. Івана Боско, що був родом з Італії, і вважається його засновником. Саме він назвав згромадження на честь свого вчителя Франциска Салезького.
Ідеєю салезіян є служіння та опіка над потребуючими дітьми та молоддю, створення родинної атмосфери, поширення християнських цінностей, шляхом навчання в розважальному форматі, що є навіть певним професійним педагогічним підходом до виховання релігійного юнацтва.
Місце, де салезіяни провадять свою діяльність для дітей називається — ораторія. А молодь, яка добровільно допомагає отцям-монахам, і бере на себе такі ж обов'язки служіння і наставництва — аніматорами.

Патрон ораторії
Домінік Савіо — один з учнів Дона Боско, який помер у віці 14 років, і якого визнано святим у 1954 р. Його ім'я носить львівська ораторія при церкві Покрову Пресвятої Богородиці у Львові, на Личакові.
Домінік Савіо народився 2 квітня 1842 року в селі св. Джованні Ріва біля міста К'єрі, що на півночі Італії. У семирічному віці приступив до Першого Святого Причастя. Саме тоді накреслив план свого життя: «Буду сповідатися і причащатися частіше. Буду освячувати всі святкові дні. Моїми друзями будуть Ісус та Марія. Краще вмру, ніж згрішу». Отець Іван Боско прийняв Домініка до ораторії на Вальдокко, коли той мав 12 років, у нього хлопчина попросив, щоб допоміг йому стати святим. Добрий, завжди безтурботний і радісний, прикладав великі зусилля, щоби бути вірним своїм учнівським обов'язкам і допомагати завжди своїм товаришам: навчав їх Катехизму, услуговував хворим, примиряв тих, що сперечалися. Одного разу сказав одному з друзів: «Пам'ятай, наша святість полягає в тому, щоби бути завжди радісними. Стараймося тільки оминати гріх, який є великим ворогом, що краде в нас Божу ласку й мир серця. Виконуймо ретельно наші обов'язки». Вірний своєму плану, підтриманий Святим Причастям, до якого дуже часто приступав, та побожною любов'ю до Пресвятої Богородиці, жертовний, сповнений дарів та харизм Божих.
8 грудня 1854 року Папою Пієм IX була проголошена догма про Непорочне Зачаття Пресвятої Богородиці, саме тоді Домінік посвятився Непорочній Діві й почав швидко просуватися вперед у святості. В 1856 році заснував із друзями «Товариство Непорочної Діви Марії», члени якого зобов'язувалися любити Ісуса, Марію та помагати друзям ставати кращими. Мама Маргарита — мати отця Боско — сказала одного дня до свого сина: «У твоїй ораторії є багато хлопців, але ніхто не перевершить доброту серця і душі Домініка Савіо. Його бачу завжди на молитві, залишається в церкві після всіх, відвідує Євхаристійного Ісуса тоді, коли інші біжать на перерву. Стоїть у церкві як ангел у Раю».
Помер у Мондоніо 9 березня 1857 року. Його тлінні рештки вшановуються Базиліці Марії Помічниці християн у Турині, а його свято святкується 6 травня.
Пій IX його охарактеризував як «малим, але великим гігантом духа». Є покровителем хлопців-хористів.

## Структура ораторії та школа аніматора
Як і будь-яка інша спільнота, ораторія також має свою певну структуру, завдяки якій і функціонує.
Очільником ораторії, як правило, є її директор, на даний час — о. Ситник Микола (2022- наш час).
Наступним керівним органом є Рада Ораторії, яка складається із п'яти аніматорів, та директора.
Разом Рада приймає рішення, що стосуються спільноти, та всієї її діяльності загалом.
В ораторії існують поділи аніматорів на етапи, залежно від власного досвіду, розвитку своєї діяльності та прогресі в навчанні, яке складається із теорії, що включає в себе основи педагогіки, катехизму, ігор та ін. яку аніматори можуть отримати на резумах (щотижневі духовні навчальні зустрічі), курсах, реколекціях і т. д. так і практику, що включає в себе роботу з дітьми під час таборів, свят та інших подій. Етап триває лише один рік. Умовою переходу на вищий етап, вважається успішне складання екзаменів, які кожен аніматор повинен скласти в кінці весни-на початку літа.
Окрім навчання і екзаменів, до уваги також береться активність та відвідуваність аніматора. Лише у випадку негативних результатів екзаменів, які завжди можна скласти повторно, чи нестачі активності, або ж відвідуваності, аніматор не допускається до переходу на вищий етап і залишається на своєму поточному.
На етапі є певна кількість аніматорів, які здійснюють своє служіння разом у тому ж складі протягом усього часу. Кожен етап має свого відповідального за кількістю однієї людини, або кількох.
Етапи поділяються на:
- 0 етап: адаптаційний етап, який ще не є офіційним. Аніматори 0 етапу на цей час вважаються волонтерами та помічниками старших аніматорів.

- 1 етап: початковий етап аніматорства.
- 2 етап
- 3 етап
- 4 етап (Служіння): етап, що проходить без навчання та курсів, є суто практичним періодом для аніматора та його діяльності.
- 5 етап (Вічний): завершальний етап аніматорства, у кінці якого, аніматору видають диплом про завершення Школи Аніматора, який надає змогу самостійно здійснювати свою діяльність і за межами ораторії, ставати наставником, передавати власний досвід іншим, працювати у сферах, де насамперед потрібен педагогічний і розважальний досвід.

Окрім етапів, важливою структурою є відділи, які допомагають функціонувати ораторії та відрізняються певним видом діяльності і складаються з аніматорів, які залежно від власних побажань, талантів і вмінь належать до того чи іншого відділу.

Станом на даний момент в ораторії є 6 відділів, з яких розрізняють:
- Операційний відділ: відповідає за ведення відвідуваності та активності аніматорів протягом року, інвентар та комірку, організацію виїздів, кухню, логістику, вітання зі святами, перевірка чатів та каналів, організація зустрічей і нагадування про них.

- SMM відділ: відповідає за ведення і активність сторінок у соціальних мережах та створення контенту.
- Відділ співів: відповідає за створення нових пісень для подій та організацію пісенних та молитовних моментів.
- Танцювальний відділ: відповідає за створення нових танців.
- Ігровий відділ: відповідає за створення та організацію ігор, квестів, вікторин для таборів та інших подій.
- Театральний відділ: відповідає за створення та організацію театральних вистав, сценок для таборів, виступів та інших подій. Єдиний відділ на даний момент, який має в собі ще одну структуру, яка складається зі ще одних невеликих відділів, такі як: відділ сценарію, відділ декорацій, відділ костюмів, відділ гриму.

Станом на зараз в ораторії налічується близько 108 аніматорів, а кожного року наприкінці серпня-протягом вересня відбувається набір на 0 етап за такими умовами:
- Якщо особа є християнином та плекає християнські цінності.
- Якщо особа досягнула 14 років.
- Якщо особа любить проводити час із дітьми.
- Якщо особа шукає нові знайомства.
- Якщо особа готова вкладати час та сили для діяльності спільноти.

Обов'язковою також є співбесіда з отцем-директором ораторії для цілковитого прийняття на 0 етап.
Як і будь-яка інша християнська діяльність, робота аніматора є річчю добровільною, безкоштовною і безкорисливою.

## Директори ораторії
- 1991—2000 — о. Василь Сапеляк
- 2000—2005 — о. Йошко
- 2005—2007 — о. Тарас Милян
- 2007—2011 — о. Максим Рябуха
- 2011—2013 — о. Григорій Швед
- 2013—2015 — о. Петро Васьків
- 2015—2016 — о. Олег Федоренко
- 2016—2022 — о. Тарас Байовський
- 2022 — о. Микола Ситник

## Діяльність ораторії
За час свого існування ораторія св. Домініка Савіо залучила близько 55 тисяч дітей, організовувала понад 500 подій та провела понад 600 таборів.
Рік діяльності в ораторії розпочинається із жовтня, коли відбувається щорічне відкриття ораторії, яке відбувається у форматі свята, опісля насиченого літа. Протягом усього року аніматори відвідують резуми, курси, реколекції перед Різдвом чи Великоднем, навчаються, провадять стретки для дітей відвідують молитовні заходи, такі як: вервиця, молитва-тезе та ін. здійснюють одноденні або ж кількаденні вилазки з метою навчання або ж тимчасового відпочинку, проводять події, щось на кшталт майстер-класів, гуртків, або різних одноденних подій для дітей, і влаштовують культурні, розважальні або ж спортивні заходи.
Наприклад: турніри з волейболу чи тенісу, привітання іменників із днем народження, «Ліга Сміху», влаштовують покази вистав, організовують літературні вечори та кіноночі.
Взимку аніматори готуються до зимових свят і організації подій відповідно до них. Святкові заходи для дітей, проведення Таємного Санти між аніматорами, виступи вертепів на Різдво, а також батли вертепів між парафіями, святкування Нового року разом у Карпатах, поїздки з батьками та парафіянами, вилазки на ковзанку та багато іншого. Навесні, у травні, у час молебні до Богородиці, протягом усього місяця на трьох локаціях Личаківського району у Львові, відбуваються маївки для дітей із молебнями, піснями, танцями та іграми.
Наприкінці травня та на початку червня аніматори складають екзамени й показують свої знання, які вони отримали протягом усього навчального року. Тоді й переходять на нові етапи та провадять активну діяльність у своїх відділах. У червні відбувається підготовка до однієї з наймасштабніших подій на парафії: табору «Веселі Канікули» для дітей. Аніматори формують склади команд, закупляють інвентар, продумують графіки дня і т. ін. кожен відділ здійснює роботу відповідну до його спеціалізації, а вже в липні протягом двох тижнів відбувається і сам табір для дітей, число яких налічує близько 400 осіб.
З періоду кінця липня-початок серпня відбуваються виїзні табори в селах Львівської області, та в Карпатах із різною тематикою. Один із найцікавіших за форматом проведення є табір Кемпінг, основною фішкою якого є проживання в польових умовах із палатками. До середини серпня час проведення таборів завершується, і тоді на аніматорів чекає заслужений відпочинок. Проводяться відпочинкові табори, так само на території Львівської області, або в межах Карпат. Наприкінці серпня на аніматорів чекає ще одна щорічна подія — Форум Боско, на який з'їжджається вся салезіянська молодь із різних парафій Львівської області. Формат якого відбувається також у польових умовах, і проживанню в наметах.